# Binomialfördelning

Galtons bräda ger en binomialfördelning.

En binomialfördelning är inom sannolikhetsteori och matematisk statistik en diskret fördelning som uppkommer genom upprepade (diskreta) försök där en specifik händelse har samma sannolikhet i varje försök.
Vid till exempel dragning ur urna måste dragning med återläggning ske vilket är ett villkor för att binomialfördelningens täthetsfunktion skall gälla, vilket också är det villkor som skiljer binomialfördelningen från den hypergeometriska fördelningen.

## Definition

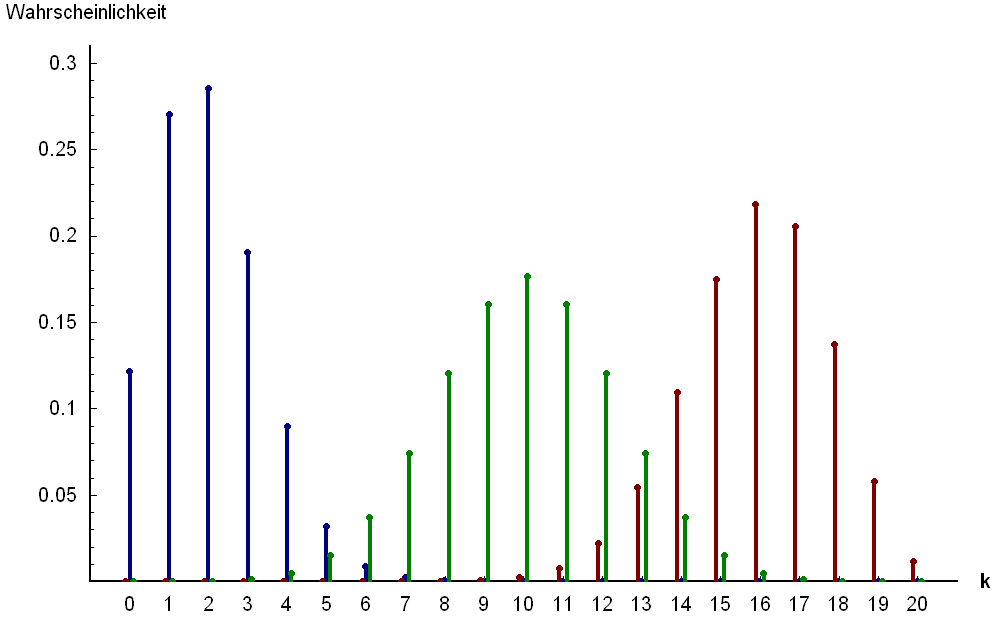
Binomialfördelning med parametern p 0,1 (blå), 0,5 (grön) och 0,8 (röd) samt n 20.

Om en stokastisk variabel (en funktion från utfallsrummet till R1) {\displaystyle X} är binomialfördelad och {\displaystyle n} är antalet utfall och {\displaystyle p} är sannolikheten för en viss händelse för varje utfall, skrivs detta som
{\displaystyle X\in \mathrm {Bin} (n,p)}
och har sannolikhetsfunktionen
{\displaystyle p_{X}(k)=P(X=k)={n \choose k}p^{k}(1-p)^{n-k}}
vilken anger sannolikheten för k utfall av händelsen vars sannolikhet är {\displaystyle p} och där {\displaystyle 1-p} är sannolikheten för händelsens komplement, det vill säga, sannolikheten att händelsen inte inträffar. Skrivsättet med två tal ovanför varandra i en parentes betecknar så kallade binomialkoefficienter.  

## Approximationer
Binomialfördelningen, Bin(n, p), kan under vissa villkor approximeras med andra fördelningar.
| Approximation                           | Krav                           | Namn              |
| --------------------------------------- | ------------------------------ | ----------------- |
| {\displaystyle \mathrm {Po} (np)}       | {\displaystyle n>10,p\leq 0.1} | Poissonfördelning |
| {\displaystyle N(np,{\sqrt {np(1-p)}})} | {\displaystyle np(1-p)\geq 10} | Normalfördelning  |

Dessutom kan den hypergeometriska fördelningen Hyp(N, n, p) approximeras till Bin(n, p) om N är mycket stort i förhållande till n, n/N ≤ 0,1.

## Exempel

### Exempel 1
Ett slag av urnmodell är urnor med svarta och vita kulor. Sannolikheten att dra en vit kula vid en slumpmässig dragning är p. Sannolikheten att man drar exakt k stycken vita kulor vid n försök om man har s stycken svarta och v st vita kulor i en urna och lägger tillbaka kulorna mellan dragningarna (dragning med återläggning) ges då av täthetsfunktionen ovan med 
{\displaystyle p={v \over {s+v}}\quad {\text{och}}\quad q=1-p,}
där p och q ges genom den klassiska sannolikhetsdefinitionen.

### Exempel 2
Om man kastar en tärning tre gånger och sannolikheten att få en sexa är 1/6, blir sannolikheten att få sexa två gånger 
{\displaystyle P={3 \choose 2}\left({1 \over 6}\right)^{2}{5 \over 6}={5 \over 72}.}

### Exempel 3
På samma sätt kan sannolikheten beräknas för att vid n kast få siffran sex n gånger: 
{\displaystyle P={n \choose n}\left({1 \over 6}\right)^{n}\left({5 \over 6}\right)^{n-n}=\left({1 \over 6}\right)^{n}}
vilket är rimligt då det rör sig om n oberoende utfall som vardera har sannolikheten 1/6.